# Hóquei no gelo nos Jogos Olímpicos de Inverno de 2018 - Feminino
O torneio feminino de hóquei no gelo nos Jogos Olímpicos de Inverno de 2018 foi disputado entre os dias 10 e 22 de fevereiro no Centro de Hóquei Kwandong. Apenas a final foi disputada no Centro de Hóquei Gangneung, com capacidade para 10 000 espectadores. Ambas as instalações estão localizadas na subsede de Gangneung.
Após um acordo especial com o Comitê Olímpico Internacional e a Federação Internacional de Hóquei no Gelo, doze jogadoras da Coreia do Norte se juntaram à equipe anfitriã para formar uma equipe unificada, composta de 35 jogadoras no total. No entanto apenas 22 jogadoras foram relacionadas para cada jogo, conforme previa o regulamento. Três jogadores norte-coreanas deveriam ser obrigatoriamente selecionadas para cada jogo pela treinadora Sarah Murray.

## Medalhistas
|  | USA Estados Unidos |  | CAN Canadá |  | FIN Finlândia |
|  | Lee Stecklein Cayla Barnes Megan Keller Kali Flanagan Monique Lamoureux-Morando Emily Pfalzer Meghan Duggan Haley Skarupa Kelly Pannek Brianna Decker Jocelyne Lamoureux-Davidson Gigi Marvin Hannah Brandt Hilary Knight Kacey Bellamy Sidney Morin Dani Cameranesi Kendall Coyne Amanda Kessel Nicole Hensley Alex Rigsby Maddie Rooney Amanda Pelkey |  | Shannon Szabados Meghan Agosta Jocelyne Larocque Brigette Lacquette Lauriane Rougeau Rebecca Johnston Laura Stacey Laura Fortino Jenn Wakefield Jillian Saulnier Meaghan Mikkelson Renata Fast Mélodie Daoust Bailey Bram Brianne Jenner Sarah Nurse Haley Irwin Natalie Spooner Emily Clark Marie-Philip Poulin Geneviève Lacasse Ann-Renée Desbiens Blayre Turnbull |  | Eveliina Suonpää Meeri Räisänen Noora Räty Isa Rahunen Rosa Lindstedt Jenni Hiirikoski Mira Jalosuo Ella Viitasuo Minnamari Tuominen Ronja Savolainen Venla Hovi Linda Välimäki Annina Rajahuhta Riikka Välilä Petra Nieminen Emma Nuutinen Sanni Hakala Noora Tulus Sara Säkkinen Saila Saari Michelle Karvinen Tanja Niskanen Susanna Tapani |

## Formato
Mantendo o mesmo formato de 2014, oito equipes disputarão o torneio, onde as quarto mais bem ranqueadas internacionalmente integram o grupo A e as quatro restantes integram o grupo B. As duas primeiras colocadas do grupo A avançam diretamente as semifinais e o terceiro e quarto lugar do grupo A cruzam com as duas primeiras do grupo B nas quartas de final. As vencedoras de cada semifinal avançam para a disputa da medalha de ouro e as perdedoras jogarão pela medalha de bronze.

## Fase preliminar
|  | Equipes classificadas às semifinais                 |
|  | Equipes classificadas às quartas de final           |
|  | Equipes classificadas à disputa do 5º ao 8º lugares |

Todas as partidas estão no horário local (UTC+9).

### Grupo A
| País                            | J | V | VP | DP | D | GP | GS | SG  | Pts |
| ------------------------------- | - | - | -- | -- | - | -- | -- | --- | --- |
| CAN Canadá                      | 3 | 3 | 0  | 0  | 0 | 11 | 2  | +9  | 9   |
| USA Estados Unidos              | 3 | 2 | 0  | 0  | 1 | 9  | 3  | +6  | 6   |
| FIN Finlândia                   | 3 | 1 | 0  | 0  | 2 | 7  | 8  | –1  | 3   |
| OAR Atletas Olímpicos da Rússia | 3 | 0 | 0  | 0  | 3 | 1  | 15 | –14 | 0   |

| 11 de fevereiro | Finlândia FIN  | 1 – 3                     | USA Estados Unidos                                       | Centro de Hóquei Kwandong                                 |
| 16:40           | V. Hovi 19:54' | (1–0, 0–2, 0–1) Relatório | 28:58' M. Lamoureux 31:29' K. Coyne 59:47' D. Cameranesi | Público: 4 032 Árbitro: GER Nicole Hertrich NOR Aina Hove |

| 11 de fevereiro | Canadá CAN                                                                     | 5 – 0                     | OAR Atletas Olímpicos da Rússia | Centro de Hóquei Kwandong                                          |
| 21:10           | R. Johnston 21:55', 48:41' (PP2) H. Irwin 24:13' (PP) M. Daoust 35:58', 50:44' | (0–0, 3–0, 2–0) Relatório |                                 | Público: 3 912 Árbitro: SVK Nikoleta Celárová SWE Katarina Timglas |

| 13 de fevereiro | Canadá CAN                                                            | 4 – 1                     | FIN Finlândia    | Centro de Hóquei Kwandong                                  |
| 16:40           | M. Agosta 00:35' M. Poulin 17:11' M. Daoust 28:19' J. Saulnier 38:26' | (2–0, 2–0, 0–1) Relatório | 47:17' R. Välilä | Público: 3 879 Árbitro: USA Dina Allena SWE Melissa Szkola |

| 13 de fevereiro | Estados Unidos USA                                                                       | 5 – 0                     | OAR Atletas Olímpicos da Rússia | Centro de Hóquei Kwandong                                              |
| 21:10           | K. Bellamy 08:02' J. Lamoureux-Davidson 31:46', 31:52' G. Marvin 34:38' H. Brandt 58:23' | (1–0, 3–0, 1–0) Relatório |                                 | Público: 3 797 Árbitro: CAN Gabrielle Ariano Lortie SWE Gabriella Gran |

| 15 de fevereiro | Estados Unidos USA | 1 – 2                     | CAN Canadá                            | Centro de Hóquei Kwandong                                  |
| 12:10           | K. Coyne 40:23'    | (0–0, 0–2, 1–0) Relatório | 27:18' (PP) M. Agosta 34:56' S. Nurse | Público: 3 885 Árbitro: NOR Aina Hove SWE Katarina Timglas |

| 15 de fevereiro | Atletas Olímpicos da Rússia OAR | 1 – 5                     | FIN Finlândia                                                                               | Centro de Hóquei Kwandong                                      |
| 16:40           | A. Shokhina 44:50'              | (0–1, 0–2, 1–2) Relatório | 17:47' (PP), 20:20' M. Karvinen 39:08' R. Välilä 52:49' (PP) M. Tuominen 55:33' P. Nieminen | Público: 3 353 Árbitro: GER Nicole Hertrich USA Melissa Szkola |

### Grupo B
| País       | J | V | VP | DP | D | GP | GS | SG  | Pts |
| ---------- | - | - | -- | -- | - | -- | -- | --- | --- |
| SUI Suíça  | 3 | 3 | 0  | 0  | 0 | 13 | 2  | +11 | 9   |
| SWE Suécia | 3 | 2 | 0  | 0  | 1 | 11 | 3  | +8  | 6   |
| JPN Japão  | 3 | 1 | 0  | 0  | 2 | 6  | 6  | 0   | 3   |
| COR Coreia | 3 | 0 | 0  | 0  | 3 | 1  | 20 | –19 | 0   |

| 10 de fevereiro | Japão JPN       | 1 – 2                     | SWE Suécia                           | Centro de Hóquei Kwandong                                 |
| 16:40           | R. Ukita 36:52' | (0–1, 1–0, 0–1) Relatório | 02:21' F. Rask 41:53' S. Hjalmarsson | Público: 3 762 Árbitro: USA Katie Guay USA Melissa Szkola |

| 10 de fevereiro | Suíça SUI                                                                                        | 8 – 0                     | COR Coreia | Centro de Hóquei Kwandong                                          |
| 21:10           | A. Müller 10:23', 11:24', 19:49', 21:26' P. Staenz 22:21', 37:19' L. Stalder 49:42' (PP), 51:48' | (3–0, 3–0, 2–0) Relatório |            | Público: 3 606 Árbitro: USA Dina Allen CAN Gabrielle Ariano-Lortie |

| 12 de fevereiro | Suíça SUI                                         | 3 – 1                     | JPN Japão      | Centro de Hóquei Kwandong                                |
| 16:40           | S. Benz 30:19' (PP), 33:10' (PP) A. Müller 44:27' | (0–0, 2–0, 1–1) Relatório | 47:33' H. Kubo | Público: 4 033 Árbitro: SWE Gabriella Gran NOR Aina Hove |

| 12 de fevereiro | Suécia SWE | 8 – 0                     | COR Coreia | Centro de Hóquei Kwandong                                                 |
| 21:10           | M. Nylén Persson 04:00' (PP) E. Lundberg 09:47' J. Fällman 10:17' E. Udén Johansson 17:04' P. Winberg 24:08', 41:45' E. Nordin 41:09' R. Stenberg 45:34' | (4–0, 1–0, 3–0) Relatório |            | Público: 4 244 Árbitro: CAN Gabrielle Ariano-Lortie SUI Drahomira Fialova |

| 14 de fevereiro | Suécia SWE               | 1 – 2                     | SUI Suíça                                  | Centro de Hóquei Kwandong                                    |
| 12:10           | A. Borgqvist 47:35' (PP) | (0–0, 0–1, 1–1) Relatório | 33:51' (PP) A. Müller 51:28' (PP) P. Stänz | Público: 3 545 Árbitro: SVK Nikoleta Celárová USA Katie Guay |

| 14 de fevereiro | Coreia COR        | 1 – 4                     | JPN Japão                                                              | Centro de Hóquei Kwandong                                         |
| 16:40           | R. Griffin 29:31' | (0–2, 1–0, 0–2) Relatório | 01:07' H. Kubo 03:58' (PP) S. Ono 51:42' (PP) S. Koike 58:33' R. Ukita | Público: 4 110 Árbitro: SUI Drahomira Fialova GER Nicole Hertrich |

## Fase final
|  | Quartas de final | Quartas de final | Quartas de final |  |  | Semifinal | Semifinal          | Semifinal |  |  | Final               | Final                  | Final               |
|  |                  |                  |                  |  |  |           |                    |           |  |  |                     |                        |                     |
|  |                  |                  |                  |  |  | A1        | CAN Canadá         | 5         |  |  |                     |                        |                     |
|  | A4               | OAR AOR          | 6                |  |  | A4        | OAR AOR            | 0         |  |  |                     |                        |                     |
|  | B1               | SUI Suíça        | 2                |  |  |           |                    |           |  |  | A1                  | CAN Canadá             | 2                   |
|  |                  |                  |                  |  |  |           |                    |           |  |  | A2                  | USA Estados Unidos (s) | 3                   |
|  |                  |                  |                  |  |  | A2        | USA Estados Unidos | 5         |  |  |                     |                        |                     |
|  | A3               | FIN Finlândia    | 7                |  |  | A3        | FIN Finlândia      | 0         |  |  | Disputa pelo bronze | Disputa pelo bronze    | Disputa pelo bronze |
|  | B2               | SWE Suécia       | 2                |  |  |           |                    |           |  |  | A3                  | FIN Finlândia          | 3                   |
|  |                  |                  |                  |  |  |           |                    |           |  |  | A4                  | OAR AOR                | 2                   |

#### Quartas de final
| 17 de fevereiro | Atletas Olímpicos da Rússia OAR                                                                                    | 6 – 2                     | SUI Suíça                               | Centro de Hóquei Kwandong                                        |
| 12:10           | A. Shokhina 07:22', 53:25' (PP) V. Kulishova 33:53' L. Ganeyeva 38:53' (PP) Y. Dergachyova 47:36' O. Sosina 59:08' | (1–0, 2–2, 3–0) Relatório | 20:48' A. Müller 31:47' (PP) L. Stalder | Público: 3 903 Árbitro: SVK Nikoleta Celárová SWE Gabriella Gran |

| 17 de fevereiro | Finlândia FIN | 7 – 2                     | SWE Suécia                          | Centro de Hóquei Kwandong                                    |
| 16:40           | P. Nieminen 06:12' R. Välilä 15:32', 29:29' S. Tapani 17:44' (PP) M. Karvinen 27:14' E. Nuutinen 44:35' S. Hakala 57:47' | (3–0, 2–2, 2–0) Relatório | 28:53' E. Nordin 39:12' R. Stenberg | Público: 3 803 Árbitro: SUI Drahomira Fialova USA Katie Guay |

#### Classificação 5º–8º
| 18 de fevereiro | Suíça SUI                                  | 2 – 0                     | COR Coreia | Centro de Hóquei Kwandong                                                |
| 12:10           | S. Zollinger 16:35' (PP) E. Raselli 38:52' | (1–0, 1–0, 0–0) Relatório |            | Público: 3 811 Árbitro: CAN Gabrielle Ariano-Lortie SWE Katarina Timglas |

| 18 de fevereiro | Suécia SWE          | 1 – 2 (PRO)                        | JPN Japão                      | Centro de Hóquei Kwandong                            |
| 16:40           | L. Johansson 26:25' | (0–0, 1–1, 0–0 PRO: 0–1) Relatório | 21:43' S. Koike 63:16' A. Toko | Público: 3 554 Árbitro: USA Dina Allen NOR Aina Hove |

#### Semifinal
| 19 de fevereiro | Estados Unidos USA                                                                                          | 5 – 0                     | FIN Finlândia | Centro de Hóquei Kwandong                                         |
| 13:10           | G. Marvin 02:25' D. Cameranesi 18:38', 40:45' (PP) J. Lamoureux-Davidson 33:21' (PP2) H. Knight 33:55' (PP) | (2–0, 2–0, 1–0) Relatório |               | Público: 5 173 Árbitro: SVK Nikoleta Celárová GER Nicole Hertrich |

| 19 de fevereiro | Canadá CAN                                                                           | 5 – 0                     | OAR Atletas Olímpicos da Rússia | Centro de Hóquei Kwandong                                 |
| 21:10           | J. Wakefield 01:50', 41:59' M. Poulin 23:10' E. Clark 42:30' R. Johnston 54:08' (PP) | (1–0, 1–0, 3–0) Relatório |                                 | Público: 3 396 Árbitro: USA Katie Guay USA Melissa Szkola |

#### Disputa pelo 7º lugar
| 20 de fevereiro | Suécia SWE                                                                                              | 6 – 1                     | COR Coreia           | Centro de Hóquei Kwandong                                   |
| 12:10           | S. Küller 05:50' E. Alasalmi 19:37' E. Grahm 36:27' A. Svedin 43:05' F. Rask 49:31' L. Johansson 57:19' | (2–1, 1–0, 3–0) Relatório | 06:21' (PP) Han S-j. | Público: 4 125 Árbitro: SUI Drahomira Fialova NOR Aina Hove |

#### Disputa pelo 5º lugar
| 20 de fevereiro | Suíça SUI         | 1 – 0                     | JPN Japão | Centro de Hóquei Kwandong                                       |
| 16:40           | E. Raselli 05:50' | (1–0, 0–0, 0–0) Relatório |           | Público: 3 958 Árbitro: SWE Gabriella Gran SWE Katarina Timglas |

#### Disputa pelo bronze
| 21 de fevereiro | Finlândia FIN                                               | 3 – 2                     | OAR Atletas Olímpicos da Rússia           | Centro de Hóquei Kwandong                                          |
| 16:40           | P. Nieminen 02:23' (PP) S. Tapani 20:10' L. Välimäki 32:18' | (1–0, 2–1, 0–1) Relatório | 22:40' O. Sosina 46:03' (PP) L. Belyakova | Público: 3 217 Árbitro: USA Dina Allen CAN Gabrielle Ariano-Lortie |

#### Final
| 22 de fevereiro | Canadá CAN                       | 2 – 3 (GWS)                                | USA Estados Unidos                                | Centro de Hóquei Gangneung                                       |
| 13:10           | H. Irwin 22:00' M. Poulin 26:55' | (0–1, 2–0, 0–1 PRO: 0–0 SO: 0–1) Relatório | 19:34' (PP) H. Knight 53:39' M. Lamoureux-Morando | Público: 4 467 Árbitro: GER Nicole Hertrich SWE Katarina Timglas |

|                                                              |  | Shootout                                                                 |  |
| N. Spooner M. Agosta M. Poulin M. Daoust B. Jenner M. Agosta |  | G. Marvin H. Brandt E. Pfalzer A. Kessel H. Knight J. Lamoureux-Davidson |  |

## Classificação final
| Pos.              | País                            |
| ----------------- | ------------------------------- |
| Medalha de ouro   | USA Estados Unidos              |
| Medalha de prata  | CAN Canadá                      |
| Medalha de bronze | FIN Finlândia                   |
| 4                 | OAR Atletas Olímpicos da Rússia |
| 5                 | SUI Suíça                       |
| 6                 | JPN Japão                       |
| 7                 | SWE Suécia                      |
| 8                 | COR Coreia                      |